# Macrobrachium rhodochir
Macrobrachium rhodochir är en kräftdjursart som beskrevs av Ng 1995. Macrobrachium rhodochir ingår i släktet Macrobrachium och familjen Palaemonidae. Inga underarter finns listade i Catalogue of Life.